# Józef Jan Celiński
Józef Jan Celiński (ur. 5 marca 1779 w Warszawie, zm. 16 maja 1832 tamże) – polski farmaceuta.

## Życiorys
Urodził się w niezamożnej rodzinie. Pracując w warszawskiej aptece zarobił na studia w akademii krakowskiej i berlińskiej. Prowadził w Warszawie aptekę, początkowo w spółce z Gruelem a następnie własną. W 1809 był w grupie założycieli szkoły lekarskiej. Wykładał w niej farmację, farmakologię i chemię prawną. Przedmioty te wykładał również w powołanym Królewskim Uniwersytecie Warszawskim. W 1818 został powołany do zorganizowania apteki wojskowej. Był członkiem towarzystwa przyjaciół nauk oraz towarzystwa gospodarczo-rolniczego.
Uniwersytet Jagielloński nadał mu w 1819 honorowy doktorat. W 1823 otrzymał szlachectwo oraz herb Skrytomir, był kawalerem Legii Honorowej oraz Orderu św. Stanisława IV klasy. Żonaty z Renatą z domu Spaeth, miał czwórkę dzieci. Zmarł w 1832 w Warszawie. Pochowany na cmentarzu Powązkowskim w Warszawie (pod murem II-20).

## Twórczość
- Farmacyja czyli nauka doskonałego przygotowania lekarstw z trzech królestw natury wybranych, 2 tomy, 1811
- Rozbiór wód mineralnych nałęczowskich, Warszawa 1817 r., po polsku i po niemiecku.
- Współautor pierwszej polskiej farmakopei Pharmacopea Regni Poloniae (1817).